# 因次分析
量綱分析（英語：dimensional analysis）是指数学或物理学中物理量的量綱可以用來分析或檢核幾個物理量之間的關係。
通常，一個物理量的量綱是由像質量、長度、時間、電荷量、溫度一類的基礎物理量綱結合而成。
推導獲得的方程式或計算結果是否基本上合理，慣常可以用量綱分析來檢察。對於較複雜的物理狀況，量綱分析也可以用來構築合理假定（參見關聯模型），然後，做嚴格的實驗加以測試，或用已發展成功的理論仔細檢試。量綱分析能夠按照各種物理量的量綱，將它們詳細分類。

## 牛頓相似性原理
早在十七世紀，艾薩克·牛頓就已經提出量綱分析的基本原理，現在知名為「牛頓相似性原理」。在建立量綱分析的現代用法上，詹姆斯·麦克斯韦也扮演了重要的角色，他區分質量、長度、時間的計量單位為「基礎單位」，又將其它單位分類為「衍生單位」。十九世紀法國數學家約瑟夫·傅立葉也做出巨大貢獻。他表明，類似牛頓第二定律{\displaystyle \mathbf {F} =m\mathbf {a} }的物理定律，其方程式應該與計量物理量的單位無關。這引致出重要結論：有意義的定律，對於其方程式的每一個計量單位，這方程式都必需是齊次方程式。這結果最終形式化成為白金漢π定理（Buckingham π theorem）。假設一個有物理意義的方程式具有{\displaystyle n}個變數與{\displaystyle m}個基礎量綱，白金漢π定理描述怎樣將這方程式等價地重寫為具有{\displaystyle n-m}個無量綱參數的方程式。更重要的是，從設定的變數，這定理給出了一種能夠計算這些無量綱參數的方法。
通過無量綱化（nondimensionalization）技法，一個具有量綱的方程式可以降低或消除其量綱。這技法首先使用量綱分析，這技法使用系統的基礎單位或大自然的自然單位來按比例改變物理量的數值。這技法可以使得物理學者更了解系統的基礎性質。稍後，會有更詳細說明。

### 定義
一個物理量的量綱是質量、長度、時間、電荷量、溫度的結合，分別由符號M、L、T、Q、Θ代表，每一個都提升至有理數冪。
注意到術語「量綱」比尺度「單位」更抽象：質量是一種量綱，而公斤是量綱為質量的一種尺度單位。對於每一種量綱，不同的標準制會規定不同的單位。
例如，物理量速度的量綱是長度／時間（L/T或LT −1），物理量作用力的量綱是質量×長度／（時間的平方）（ML/T2 or MLT −2）。原則而言，其它種物理量的量綱也可以定義為基礎量綱，可以替換上述幾個量綱。例如，動量、能量或電流都可以選為基礎量綱。
有些物理學者不認為溫度是基礎量綱，因為溫度表達為粒子的能量每自由度，這可以以能量（或質量、長度、時間）來表達。有些物理學者不認為電荷量是基礎量綱；在厘米-克-秒制內，電荷量可以以質量、長度、時間共同結合在一起來表達。另外，還有一些物理學者懷疑，大自然存在著具有不相容基礎量綱的物理量。
計量單位與量綱密切相關，但內含的概念大不相同。物理量的單位是由常規定義，與標準制有關。例如，長度的單位可以是公尺、英呎、英哩或微米；但是，任何長度的量綱必定是L，這與單位無關。同一個物理量的兩種不同的單位之間，是靠著轉換因子（conversion factor）從一個單位轉換到另一個單位。例如，1 in = 2.54 cm，注意到在這裡「2.54 cm/in」是轉換因子，不具有量綱，其數值等於1。因此，假若將任何物理量乘以轉換因子，得到的結果數值不變。量綱符號與量綱符號之間，沒有轉換因子。

### 數學性質
量綱符號，像L，形成一個群：
1. 這群的運算方法是乘法，Ln×Lm = Ln+m。因此，這種運算方法符合閉包律
2. 單位元是L0 = 1。量綱為L0的物理量是無量綱物理量。
3. 逆元是1/L or L−1。
4. L提升至任意有理數冪p，Lp也是群的元素。其逆元是L−p或1/Lp。

量綱符號形成一個有理數的向量空間。例如，量綱符號MiLjTk對應於向量(i,j,k)。當兩個物理量（不論其量綱是否相同）相乘或相除，它們的量綱也同樣的相乘或相除，這對應於相加或相減於向量空間。當物理量提升至有理數冪，其量綱也會提升至同樣的有理數冪，這對應於純量乘法於向量空間。
給定量綱符號的向量空間，其基底是以基礎量綱為元素的集合，所有其它向量稱為衍生量綱。如同在任何向量空間，有不同的基底可供自由選擇，這會造成不同的單位制。例如，選擇電荷量單位是衍生於電流單位，或反之亦可。
無量綱物理量對應於向量空間的原點。
白金汉π定理（Buckingham π theorem）闡明，对于某个物理问题，如果存在n个变量，
其中有m个基本量，则存在n-m个独立的无量纲参数，即可以将n个变量组合成n-m个无量纲π数。
以简单摆运动为例，这个物理问题存在5个变量：摆球的质量{\displaystyle m}、
摆线的长度{\displaystyle l}、摆角{\displaystyle \theta }、时间{\displaystyle t}和重力加速度{\displaystyle g}，其中有3个基本量：质量、长度和时间，则存在2个独立的无量纲π数，如{\displaystyle \Pi _{1}={\sqrt {l/gt^{2}}}}和{\displaystyle \Pi _{2}=\theta }。

## 例子
力可以透過艾薩克·牛頓著名的公式
{\displaystyle F=ma=m{\frac {d^{2}x}{dt^{2}}}=m{\frac {d}{dt}}{\frac {dx}{dt}}}
做因次分析，[M]代表質量因次，[L]代表長度因次，[T]代表時間因次，則為：
{\displaystyle [F]=[M][L][T^{-2}]\,}
相應地，力的國際單位牛頓（N）的定義是：
{\displaystyle N=kg\cdot {\frac {m}{s^{2}}}}，即公斤（kg）·米（m）·秒（s）負二次方。
若力沿著一定路徑作功：
{\displaystyle W=\int _{x_{0}}^{x_{1}}Fdx}
可以看出因次上：
{\displaystyle [W]=[F][L]=[M][L^{2}][T^{-2}]\,}
另外，非相對論（即古典力學裡）動能的定義：
{\displaystyle E_{k}={\frac {1}{2}}m\left({\frac {dx}{dt}}\right)^{2}}
其因次為：
{\displaystyle [E_{k}]=[M]([L][T^{-1}])^{2}=[M][L^{2}][T^{-2}]\,}
因次和功相同。這也和功能定理相應。

## 應用
透過因次分析可以對物理推導過程進行檢驗，確認前後是否一致無誤。
此外，一些物理學上的演繹是透過因次分析而生的，例如普朗克長度、普朗克時間與普朗克質量。它們的出現最先是透過將普朗克常數、光速、重力常數三項常數組合出長度因次、時間因次、質量因次而衍生得到它們應該具有的數值。

## 外部連結
- 阿草的葫蘆--文化活動中的數學（页面存档备份，存于）